# ファニー・クロスビー
ファニー・クロスビー（Fanny Crosby、1820年3月24日 - 1915年2月12日）は、アメリカ合衆国の賛美歌作家、詩人、作詞家である。本名はフランシス・ジェーン・クロスビー（Frances Jane Crosby）。生涯で約8,000曲の賛美歌を作詞した。代表作には「Blessed Assurance（日本語訳：恵みの確信）」、「Rescue the Perishing（失われた者を救え）」、「Saved by Grace（恵みによって救われた）」などがある。彼女の作品は、19世紀後半の福音主義運動に大きな影響を与えた。

## 生い立ちと教育
クロスビーは1820年3月24日、ニューヨーク州ブリュースターでジョン・クロスビーとマーシー・クロスビーの一人娘として生まれた。生後6週間で風邪をひき、目の炎症を起こした。治療としてマスタードポルトイスが適用されたが、これが視神経を損傷し、失明したとされている。しかし、現代の医師は、彼女の失明は先天的なものであった可能性が高いと考えている。父親は彼女が生後6か月のときに亡くなり、母親と祖母のユーニス・パドック・クロスビーによって育てられた。彼女たちはクロスビーにキリスト教の教えを教え、聖書の長い節を暗記させた。クロスビーはマンハッタンのジョン・ストリート・メソジスト監督教会の積極的なメンバーとなった。

## ニューヨーク盲人学院での生活
1835年、クロスビーは15歳の直前にニューヨーク盲人学院（NYIB）に入学した。そこで8年間学生として、さらに2年間は卒業生として在籍し、ピアノ、オルガン、ハープ、ギターの演奏を学び、ソプラノ歌手としても活躍した。在学中、彼女の詩が新聞に掲載されるようになり、詩人としてのキャリアが始まった。

## 結婚と家族
1858年3月5日、クロスビーは同じく盲目の音楽教師であったアレクサンダー・ヴァン・アルスタインと結婚した。彼女は結婚後も文学的な活動では旧姓のクロスビーを使用し続けた。二人の間には1859年に娘のフランセスが生まれたが、幼少期に亡くなった。その後、夫婦は別々に生活することが多くなったが、友好的な関係を維持していたとされている。

## 賛美歌作家としてのキャリア
クロスビーは生涯で約8,000曲の賛美歌を作詞し、多くの作品が現在でも歌われている。彼女の作品は19世紀後半の福音主義運動において重要な役割を果たし、多くの人々に影響を与えた。彼女はまた、収入の多くを慈善活動に寄付し、貧しい人々や困っている人々を支援した。

## 晩年と死
クロスビーは1915年2月12日に94歳で亡くなった。彼女の遺産は、彼女の音楽と詩を通じて現在も生き続けており、世界中の教会で歌われている。